# شارل ديدييه
شارل ديدييه (بالفرنسية: Charles Didier)‏ شاعر وروائي وكاتب وصحفي ورحالة فرنسي ولد في مدينة جنيف عام 1805م، بعد هروب عائلتة إليها طلبا للحرية الدينية. ذلك أن عائلته تنتمي إلى الطائفة البروتستانتية ، ألف كتاب الإقامة مع شريف مكة العظيم (بالفرنسية: Charles Didier)‏ سجل فيه رحلتة من القاهرة إلى سانت كاترين في سيناء، السويس، الطور، ينبع، جدة، الطائف والعودة إلى جدة في عام 1834.